# Кнежевићи (Шипово)
Кнежевићи су насељено мјесто у општини Шипово, Република Српска, БиХ. Према попису становништва из 1991. у насељу је живјело 89 становника.

## Становништво
Према попису становништва из 1991. године, мјесто је имало 89 становника.
| Националност       | 1991.       | 1981. | 1971. |
| Срби               | 88 (98,88%) |       |       |
| Муслимани          | 0           |       |       |
| Хрвати             | 0           |       |       |
| Југословени        | 0           |       |       |
| остали и непознато | 1 (1,12%)   |       |       |
| Укупно             | 89          | '     | '     |